# فری موبایل
فری موبایل (انگلیسی: Free Mobile) شرکت مخابرات فرانسوی است، که در سال ۲۰۰۷ توسط خاویر نایل تأسیس شد.